# يقطوم مشرقي
يقطوم مشرقي (الاسم العلمي: Telephium orientale) هي نوع نباتي يتبع جنس اليقطوم من فصيلة القرنفلية.